# Krupie
Krupie (lit. Kruopiai) – miasteczko na Litwie, położone w okręgu szawelskim i w rejonie okmiańskim. Liczy 614 mieszkańców (2001).